# Dysgonia mimula
Dysgonia mimula là một loài bướm đêm trong họ Erebidae.